# Коммунистический союз молодёжи Италии
Коммунистический союз молодёжи Италии (Комсомол Италии, собственно Молодые коммунистки/ы, Giovani Comuniste/i) — молодёжная политическая организация, близкая к Партии коммунистического возрождения.

## История
Официально организация была создана в феврале 1995 года. Уже в феврале следующего года в Бари было созвано 1-е Национальное Собрание членов организации, а 16 июля 1997 года в Риме — 2-е Национальное Собрание.
С 5 по 7 декабря 1997 года в Кьянчиано-Терме проходила Национальная конференция КСМ, на которой были приняты основные положения организации.
Раскол итальянских коммунистов привёл к значительным изменениям в структуре КСМ.
В 2001 году комсомольцы принимали активное участие в беспорядках во время саммита G8 в Генуе. После выступали за запрещение торговли спиртным, в движении за права иммигрантов в борьбе за жилищные права, в движении NO TAV.
В начале июня 2002 года состоялась 2-я Национальная конференция.
С 20 по 23 сентября 2006 года прошла 3-я Национальная конференция.
8 февраля 2009 года очередной раскол организации.
Несмотря на все препятствия и проблемы КСМ был сохранён. С 19 по 21 февраля 2010 года прошла 4-я Национальная конференция.
С 1998 года в первую неделю сентября проводится слёт комсомольцев.

## Первые секретари
- Марко Риццо (1994—1995)
- Дженнаро Мильоре (1995—1997)
- Джузеппе Де Кристофаро (1997—2002)
- Никола Фратоянни (2002—2004)
- Микеле Де Пальма (2004—2006)
- Федерико Томаселло и Элизабетта Пикколотти (2006—2009)
- Симоне Оджонни и Анна Беллиджеро (2010 — н.в.)